# Athysanus pusillus
Athysanus pusillus är en korsblommig växtart som först beskrevs av William Jackson Hooker, och fick sitt nu gällande namn av Edward Lee Greene. Athysanus pusillus ingår i släktet Athysanus och familjen korsblommiga växter. Inga underarter finns listade i Catalogue of Life.